# 紅頭罩
紅頭罩（英語：Red Hood），是一名登場於DC漫畫所出版的漫畫中的虛構角色。該角色可能是小丑的起源之一；現在這名號是曾為第二代羅賓的傑森·托特所使用在高譚市擔任一名反英雄。

## 人物

### 小丑
在《偵探漫畫》第168期時，紅頭罩這名罪犯第一次登場，他率領著Red Hood Gang四處搶劫銀行，被搶的總額高達一千萬美金。最後蝙蝠俠和羅賓出現制止了他，並在故事最後暗示該角色其實就是小丑。
而在艾倫·摩爾（Alan Moore）所著的單集漫畫《蝙蝠俠：致命玩笑》（Batman: The Killing Joke）中提到，想成為一名喜劇演員的小丑因為家境拮据，妻子懷孕待產急需高額金錢，於是他鋌而走險，假扮成紅頭罩打算與同夥一起搶劫一間化學工廠，行動前卻接獲警察電話得知妻子意外喪生，本想退出的他被同夥威脅只能繼續行動，但蝙蝠俠趕來阻止了搶劫，被蝙蝠俠以為是紅頭罩而追逐的他在慌不擇路掉落化學儲料槽中，在出來後就變成了膚色慘白、嘴唇鮮紅，頭髮完全變綠，面帶笑容的模樣。身心都受到極大打擊的他於是成為了和蝙蝠俠糾纏一生的宿敵：小丑。

#### 新52
新52重啟DC漫畫的世界觀後，在《蝙蝠俠：第零年》連載中紅頭罩也被重啟，同樣是率領Red Hood Gang四處搶劫，總是帶著微笑的他只要手下稍有犯錯或不按其計畫來就直接將其處決，手段異常凶狠。與剛出道的蝙蝠俠多次交手並將其擊退。最後在化學工廠交手時敗北，於跌入化學藥槽前微笑表示自己已經記住了對方。

### 傑森·托特
在傑森擔任第二代羅賓時，因為讀者對他並不怎麼喜歡，於是DC漫畫在一次事件中讓他被小丑抓到，在一陣嚴刑拷打後引爆了該間軍火工廠，同時舉辦電話投票讓讀者決定傑森的生死，最後以微弱的差距下，傑森被賜死，蝙蝠俠最後只能回收其遺體將他安葬。
但在當時混亂的劇情下，傑森被復活，神智不清的他被蝙蝠俠的老情人塔莉亞·奧·古給發現，塔莉亞用Lazarus Pit想令他恢復記憶，但Lazarus Pit反而令傑森變得更加狂暴，最後他逃出了Lazarus Pit而下落不明。
當傑森終於恢復清醒後，發現蝙蝠俠並沒有殺掉小丑替他復仇，於是憤怒的傑森便決定要報復蝙蝠俠和小丑，他接受了塔莉亞的支援，從她請來的諸多老師那學得更多的技術，像是各種武術、射擊、武器操作、爆破等等，當他學成後回到高譚市，然後以紅頭罩的身分自居和蝙蝠俠、夜翼等蝙蝠家族成員交手，然後抓住小丑，像小丑過去那樣毒打他時那樣痛毆小丑，並挑動其他黑幫去挑戰黑面具的地位，試圖令黑幫自相殘殺而滅亡。因為嫉妒取代了他成為第三代羅賓的蒂姆·德雷克而襲擊了他。蝙蝠俠發現傑森復活後，想將其拉回正途，並解釋自己不殺小丑是不想破壞原則，不能理解的傑森於是向蝙蝠俠提出決鬥，最後傑森被蝙蝠俠擊敗而失蹤。
在《最終危機》事件裡蝙蝠俠疑似死亡，傑森則穿著蝙蝠俠的服裝出現在高譚市，然後用暴力的手段制裁因蝙蝠俠消失而猖狂起來的罪犯們，之後與想要阻止其暴行的夜翼（迪克·格雷森）、蒂姆·德雷克交手，傑森最後被夜翼用蝙蝠俠留下的影像資料動搖傑森的精神後將其打敗，之後傑森又用回紅頭罩身分繼續活動，直到某次身受重傷後被高登局長抓住，然後送到阿卡漢精神病院囚禁。
新52重啟後，傑森在一開始就以紅頭罩身分活動，並與军火库和星火組成法外者一起行動。
随着重生软重启，红头罩的服装设计进行了部分修改，同时法外者成员也改为比扎罗超人和阿尔忒弥斯。
在“正义无存”大事件之后，红头罩与蝙蝠侠正式反目，随后杰森重新设计了制服并改为单独行动。

## 其他媒體

### 電視劇
- 《泰坦》：傑森·陶德將於第三季成為紅頭罩[1]。

### 動畫電影
- 《蝙蝠俠：紅頭罩之下》：由詹森·艾克爾斯配音紅頭罩（傑森·陶德）。
- 《蝙蝠俠：致命玩笑》：小丑版的紅頭罩由馬克·漢米爾配音。
- 《樂高蝙蝠俠電影》

### 電子遊戲
- 《蝙蝠俠：阿卡漢起源》：在小丑被捕、送至黑門監獄與哈琳·奎澤醫生進行對談時，其回憶中會出現小丑版的紅頭罩。
- 《超級英雄：武力對決》：可透過DLC方式獲得小丑版紅頭罩作為玩家可使用角色[2]。
- 《蝙蝠俠：阿卡漢騎士》：登場的紅頭罩為傑森·托特，可在DLC中使用[3]。
- 《超級英雄：武力對決2》：在使用DLC之後，傑森版紅頭罩為玩家可使用人物之一[4]。
- 《高譚騎士》